# Crassula pringlei
Crassula pringlei là một loài thực vật có hoa trong họ Crassulaceae. Loài này được (Rose) Fedde miêu tả khoa học đầu tiên.